# Ругат
Ругат (валенс. Rugat, ісп. Rugat) — муніципалітет в Іспанії, у складі автономної спільноти Валенсія, у провінції Валенсія. Населення — 190 осіб (2010).

## Географія
Муніципалітет розташований на відстані близько 330 км на південний схід від Мадрида, 65 км на південь від Валенсії.

## Демографія
Динаміка населення (INE ):

## Галерея зображень

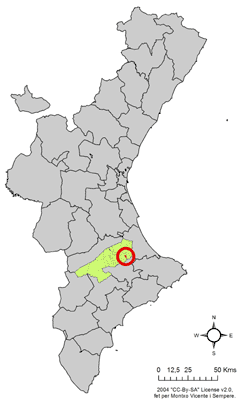
Розташування муніципалітету Ругат у автономній спільноті Валенсія
Розташування муніципалітету Ругат у комарці Вальє-де-Альбайда